# Световская
Световская —  железнодорожная станция (тип населённого пункта) в Панкрушихинском районе Алтайского края России. Входит в состав Подойниковского сельсовета.

## География
Расположен в северо-западной части края, при станции Световская Западно-Сибирской железной дороги, фактически образуя с посёлком Первомайский единый населённый пункт.
Климат
континентальный, средняя температура января составляет −18,7 °C, июля — 22 °C. Годовое количество атмосферных осадков — 465 мм.

## История
Входит в муниципальное образование «Подойниковский сельсовет» согласно муниципальной и административно-территориальной реформе 2005 года.

## Население
| 1997 | 1998 | 2000 | 2001 | 2002 | 2003 | 2004 | 2005 | 2006 |
| ---- | ---- | ---- | ---- | ---- | ---- | ---- | ---- | ---- |
| 213  | ↘197 | ↗206 | ↘196 | ↘188 | ↘187 | ↘173 | ↘156 | ↘148 |
| 2007 | 2008 | 2009 | 2010 | 2011 | 2012 | 2013 |      |      |
| ↘134 | ↗139 | ↘138 | ↘107 | ↗109 | ↘98  | ↘94  |      |      |

национальный состав
Согласно результатам переписи 2002 года, в национальной структуре населения русские составляли 88 % от 175 жителей.

## Инфраструктура
Путевое хозяйство Западно-Сибирской железной дороги.
Социальные услуги жители получают в ближайших населённых пунктах.

## Транспорт
Посёлок при станции доступен автомобильным и железнодорожным транспортом.
В пешей доступности дорога общего пользования межмуниципального значения «Подойниково — Первомайский» (идентификационный номер 01 ОП МЗ 01Н-3205) протяженностью 20,700 км.
Железнодорожная станция Световская на линии Карасук — Среднесибирская Западно-Сибирской железной дороги.